# Single-Wire Earth Return
Unter dem englischen Begriff Single-Wire Earth Return (abgekürzt SWER) wird in der elektrischen Energietechnik eine Form von Stromnetz verstanden, welches der elektrischen Versorgung von ausgedehnten, ländlichen Gebieten dient und sich durch besonders geringe Installationskosten auszeichnet. Anwendung findet diese Bauweise in den ländlichen Regionen von beispielsweise Australien, Neuseeland, in Nordamerika wie in Kanada, Brasilien, Indien und einzelnen Ländern in Afrika wie Südafrika und Mosambik. In Europa ist diese Form der elektrischen Energieversorgung in Island zu finden, wo abgelegene Weiler so versorgt werden. Im übrigen, dichter besiedelten Europa ist durchgehend Dreiphasenwechselstrom bis zum Endkunden verfügbar.

## Aufbau

Prinzipschaltung von SWER auf Mittelspannungsebene. Je nach Land oder Region kommen unterschiedliche Betriebsspannungen zur Anwendung.

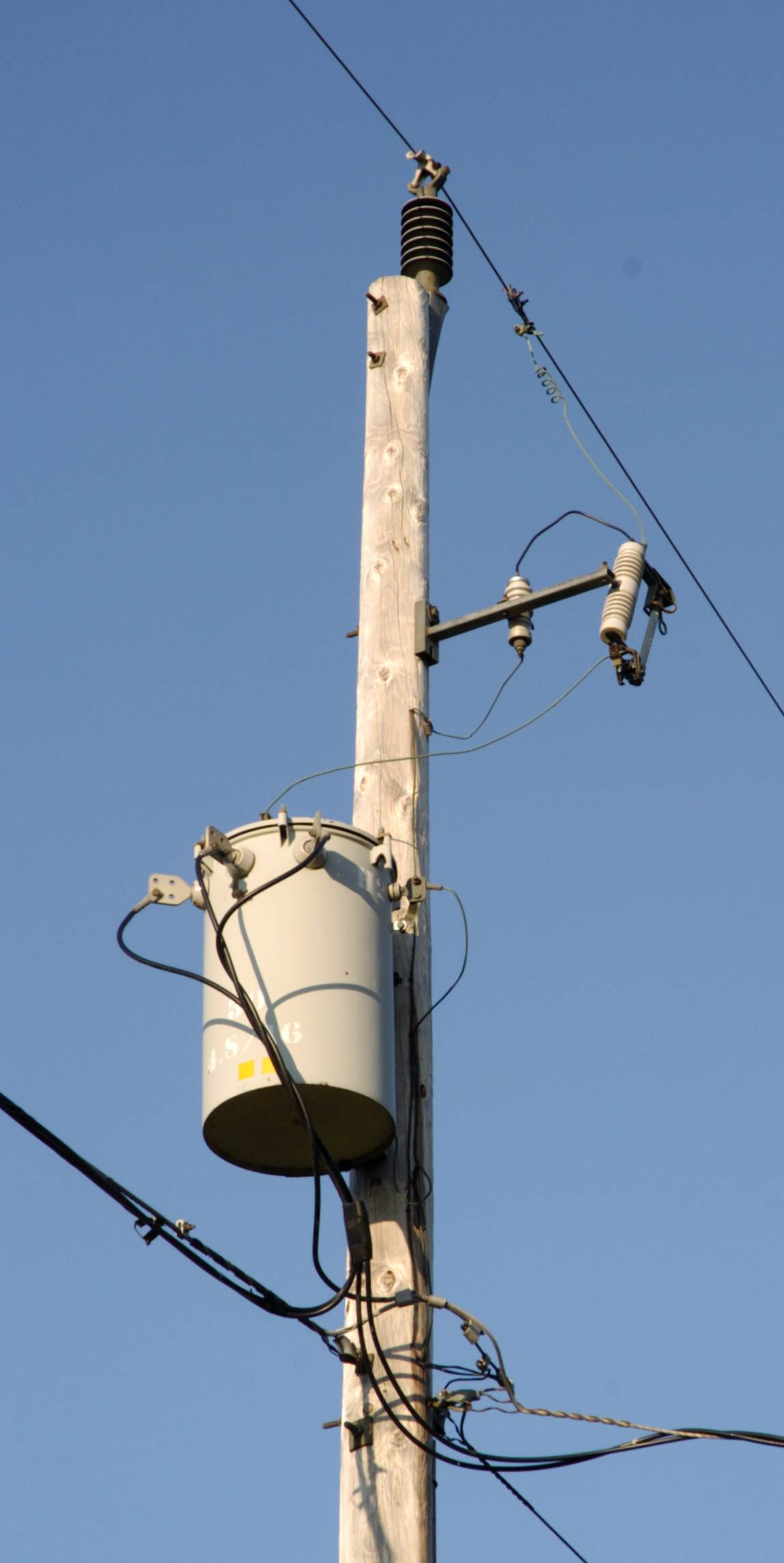
Kanadischer Masttransformator (ca. 15 kVA) in einem SWER-Netz

Das SWER-System stellt auf Niederspannungsseite zu den Kundenanschlüssen ein Einphasen-Dreileiternetz dar, da es einphasige Wechselspannung und keine Dreiphasenwechselspannung liefert. Es verwendet als wesentliches Merkmal auf Mittelspannungsebene nur einen elektrischen Leiter, typischerweise als Freileitung ausgeführt, und als betriebsmäßigen Rückleiter die Erdung. Dadurch ist der Aufbau dieser Versorgungsleitungen besonders kostengünstig machbar, da bei Dreiphasennetzen mindestens drei Leiter verlegt werden müssen. Da auf Hochspannungsseite der Erder betriebsmäßigen Strom führt, ist der wesentliche Nachteil bei SWER-Netzen die Sicherstellung eines für den Betrieb notwendigen niedrigen Erdungswiderstandes. SWER-Netze weisen in Australien, im so genannten Outback, räumliche Ausdehnungen pro Segment von bis zu 300 km auf, was ungefähr der zehnfachen Größe der in Mitteleuropa üblichen Mittelspannungsnetze entspricht.
Das Single-Wire Earth Return wird in den regionalen Umspannwerken aus den übergeordneten Spannungsebenen, welche durchgehend als Dreiphasensystem aufgebaut sind, mittels spezieller einphasiger Trenntransformatoren mit Leistungen von einigen 100 kVA bis zu einigen 1 MVA pro Strang gespeist, wie in nebenstehender Abbildung dargestellt. Die Spannungen der Hochspannungsseite betragen, je nach Region verschieden, 19,1 kV oder 12,7 kV. Diese einphasige Wechselspannung wird zu den lokalen Transformatorenstationen geleitet, welche in jenen Regionen typischerweise als Masttransformator ausgeführt sind. Dieser lokale Transformator versorgt das Einphasen-Dreileiternetz und erzeugt die für den Endkunden bestimmte Niederspannung von zweimal 240 V (z. B. in Australien) oder zweimal 120 V (z. B. in Kanada). Größere Verbraucher wie Klimaanlagen werden auf Niederspannungsseite zwischen die beiden Außenleiter geschaltet, was die doppelte Spannung ergibt. In Australien sind die im Rahmen von SWER eingesetzten Transformatoren in der australischen Norm AS2558–2006 festgelegt.

## Nachteile
Neben der Problematik mit der Sicherstellung einer elektrisch gut leitfähigen Erdverbindung weist SWER als Verteilernetz von einphasiger Wechselspannung kein Drehfeld auf. Damit können leistungsstarke elektrische Maschinen, wie der Asynchronmotor, nicht direkt am Stromnetz betrieben werden und benötigen zusätzliche Frequenzumrichter oder die mit Nachteilen behaftete Steinmetzschaltung. Einphasig betreibbare Asynchronmotoren wie Kondensatormotoren, Wechselstrommotoren und Spaltpolmotoren sind dagegen problemlos einsetzbar, haben aber nur geringe Leistung. Weiterhin sind die Verluste prinzipbedingt in einem Einphasennetz höher als bei gleichem Materialeinsatz in einem vergleichbaren Dreiphasennetz. Durch die großen Ausdehnungen kommt es weiterhin zu größeren Schwankungen der Netzspannung an den Endkundenanschlüssen. Teilweise müssen spezielle Regeltransformatoren zum Ausgleich eingesetzt werden.
Des Weiteren kommt es durch das SWER auf den übergeordneten Dreiphasennetzen verstärkt zu Schieflasten und damit zu Instabilitäten im elektrischen Stromnetz, da die Aufteilung nur in den großen Blöcken eines SWER-Stranges auf eine einzelne Phase des Dreiphasennetzes erfolgen kann. Auch die Möglichkeit, bei Freileitungen typischerweise auftretende einfache Erdschlussfehler ohne Stromausfall zu kompensieren, beispielsweise im Rahmen der Erdschlusskompensation, ist im SWER nicht möglich: Kommt es zu einem Erdschluss des Leiterseils, sind ein elektrischer Kurzschluss und ein daraus resultierender Stromausfall unmittelbare Folgen.

## Ähnliche Anwendungen dieses Konzepts
Bei den monopolaren Hochspannungs-Gleichstrom-Übertragungen (HGÜ) wie beim Baltic Cable wird ebenfalls betriebsmäßig der Erder als Rückleitung eingesetzt. Weitere Gemeinsamkeiten zum SWER-System bestehen nicht.
Auch die Stromversorgung der Strausseefähre fällt in diese Kategorie.